# Ana Carolina (cantora)
Ana Carolina de Souza (Juiz de Fora, 9 de setembro de 1974) é uma cantora, compositora, musicista e escritora brasileira. Seu álbum de estreia, homônimo (1999), foi lançado com sucesso comercial e recebeu certificação de platina, pela Pro-Música Brasil (PMB), impulsionado pelo sucesso do single "Garganta". Ela ganhou ainda mais reconhecimento pelo êxito de "Quem de Nós Dois", parte de seu segundo disco de estúdio Ana Rita Joana Iracema e Carolina (2001), que foi a música mais tocada nas rádios do Brasil em 2001. Estampado, seu projeto seguinte, vendeu mais de 600 mil cópias e gerou sucessos como "Encostar na Tua", "Uma Louca Tempestade" e "Pra Rua Me Levar". Em seguida, ela lançou a coletânea Perfil, que foi reconhecido pela PMB com certificado de diamante e como o álbum mais comprado no Brasil em 2005. No mesmo ano, atraiu aclamação por sua colaboração com Seu Jorge, que começou com o álbum, Ana & Jorge. O projeto extraiu o sucesso "É Isso Aí (The Blower's Daughter)", uma das músicas mais tocadas em 2005.
Seus álbuns seguintes, Dois Quartos (2006) e N9ve (2009), geraram sucessos como "Rosas", "Carvão" e "Entreolhares (The Way You’re Looking at Me)". Também em 2009, é lançado o CD e DVD Multishow Registro: Ana Car9lina + Um, com duas canções inéditas e participação de vários artistas, entre eles, Maria Gadú, Maria Bethânia, Roberta Sá, Antonio Villeroy. Contudo, #AC ao Vivo e Fogueira em Alto Mar (2019), seus mais recentes álbuns de estúdio, obtiveram menor desempenho comercial. Ao longo de sua carreira, a artista venceu 8 vezes o Prêmio Multishow de Música Brasileira, 3 vezes o Troféu Imprensa e 1 vez o Prêmio TIM de Música. Estima-se que Ana tenha vendido mais de 5 milhões de unidades de álbuns em toda a carreira.

## Biografia
É filha de Maria Aparecida de Souza e Antônio Melgaço. Logo aos dois meses de idade, Ana Carolina perdeu o pai, que morreu de trombose. Ana declarou que possivelmente é fruto de uma traição de sua mãe, ao dar uma entrevista se referindo a uma música sua que recebe o mesmo nome Traição no mais recente álbum, N9ve. Ana tem uma irmã chamada Selma, que é 14 anos mais velha, e também um irmão. Sua influência musical vem de família – a avó cantava em rádio, fazendo sucesso, o avô em igreja e os tios-avós tocavam percussão, piano, cello e violino. Ana contou em entrevista para Jô Soares, em 6 de junho de 2008, que uma lenda dentro da própria sua família dizia que sua avó teria tido um caso com Luiz Gonzaga na juventude. A mãe era proprietária de um salão de cabeleireiro e Ana fazia do local seu palco, usava como microfone um rolo de cabelo e cantava versos de Caetano, entre outros. Morava no bairro Granbery, e estudou no Instituto Granbery da Igreja Metodista a maior parte da vida. Começou a cantar aos 18 anos nos barzinhos da cidade com o repertório de Jobim, Chico, Ary Barroso e outros clássicos. Em entrevista, Ana diz que a experiência em bares foi, para ela, uma escola, além de cantar sucessos do rádio, cantava outras canções. Foi quando Ana Carolina conhecera Luciana David e Keley Lopes, duas estudantes de Comunicação, que gostaram do que ouviram e se tornaram suas empresárias.
Então, começaram a surgir convites de mais bares nas cidade vizinhas e, acompanhada sempre pelo amigo e percussionista Knorr, rodou alguns quilômetros da Zona da Mata mineira. Nesse tempo, Ana começou a compor, contudo essas não foram interpretadas tão cedo. Ana fez um cursinho pré-vestibular no Colégio e Curso Meta ingressando na faculdade de Letras, na Universidade Federal de Juiz de Fora, onde cursou por pouco tempo. Conforme o tempo foi passando, Ana ia se tornando mais conhecida, até o dia em que foi convidada para participar em apresentações maiores, como na abertura do concerto da Orquestra Internacional de Ray Conniff, em 1997. Posteriormente, o italiano Máximo Pratesi convidou alguns artistas para se apresentarem em Roma. Além de Ana, convidou o grupo de MPB da cidade, o Lúdica Música. No Rio, onde assinariam o contrato, Pratesi descobre que Ana era diabética, desistindo de fechar o negócio por puro preconceito, o que deixou Ana decepcionada: "Fiquei triste num primeiro momento, mas depois agradeci por não ter ido, pois o fato de eu ter ficado aqui me permitiu crescer e amadurecer na música".
Depois de realizar várias apresentações em Belo Horizonte, um rapaz chegou ao camarim com a letra de uma música que compôs enquanto a assistia. Esse rapaz, era o compositor gaúcho, José Antônio Franco Villeroy que se tornaria um dos melhores amigos e parceiros de Ana, a música era "Garganta" - música que foi o primeiro sucesso da carreira da cantora. "Depois me lembrei que conhecia Totonho, eu tinha ido a um show dele no Rio, no Mistura Fina, e adorei, tanto que comprei os dois discos independentes dele.", recorda. Quando vinha cantar ou a passeio no Rio, Ana, muitas vezes, ficava hospedada na casa da amiga Cássia Eller.

## Carreira

### 1998–2005:Ana Carolina,ARJICeEstampado
Em 1998, apresentou-se no Hipódromo e no bar Mistura Fina; na plateia estava a neta de Vinicius de Moraes, Luciana, a qual entregou uma fita demo. Depois de quinze dias, Ana estava com proposta de duas gravadoras, contudo, assinou o contrato com a BMG. Isso fez com que ela se mudasse para o Recreio dos Bandeirantes, e começasse a produzir o primeiro álbum, Ana Carolina. Naquele ano, duas canções desse trabalho foram parar em duas trilha sonoras de novelas da TV Globo: "Garganta", "Andando nas Nuvens", "Tô Saindo" e "Vila Madalena", ambas de autoria de Antonio Villeroy. "Nada pra Mim", uma inédita composta por John, do mineiro Pato Fu, integrou a trilha da telenovela Malhação, em 2000, mesmo ano em que foi indicada à primeira edição do Grammy Latino, na categoria brasileira de "Melhor Álbum Pop Contemporâneo". Com o álbum, Ana ganhou disco de ouro pelos 250 mil cópias vendidas e foi apontada como "a grande promessa da MPB", comparada com Cássia Eller e Zélia Duncan. Em 2001, Ana Carolina fez composições e interpretou uma canção para o longa metragem "Amores Possíveis", "Velas e Vento" e "Margem da Pele", esta última é interpretada por Paula Lima.
Em abril do mesmo ano, lançou seu segundo álbum, Ana Rita Joana Iracema e Carolina, com onze letras compostas por ela e, as várias mulheres criadas por Chico Buarque, fazem parte do título do álbum, como uma homenagem que a cantora faz ao grande ídolo. A canção título é de autoria de Antonio Villeroy. O álbum vendeu 100 mil cópias, e ficou com duas semanas com o 2° mais vendido do Rio de Janeiro e São Paulo e, em 15 dias foi contemplado com o disco de ouro, depois de platina, ultrapassando a marca de 300 mil cópias. "Quem de Nós Dois (La Mia Storia Tra le Dita)", versão de Ana e Dudu Falcão para um sucesso italiano dos anos 1990, que fez parte da trilha de mais uma novela das 7, Um Anjo Caiu do Céu.
Em agosto de 2003, lança seu terceiro álbum, Estampado. Ana diz que este álbum tem a sua cara. O disco é mais rock and roll, o violão nervoso de Ana guia todos os batimentos; são 13 canções próprias e novos parceiros, como Vitor Ramil, Chico César e Seu Jorge, além de 2 Bicudos, de Antonio Villeroy e Uma Louca Tempestade, de Antonio Villeroy e Bebeto Alves,  O álbum obteve vendagem de 100 mil cópias e foi considerado o melhor álbum de sua carreira por todos os cantos que se ouvia Ana Carolina, tanto que recebeu disco de ouro no ano seguinte.
Também foram lançados dois DVDs com conteúdos relacionados ao álbum. O primeiro DVD traz um documentário com os bastidores da gravação do álbum, a fase de composições, gravação e finalização, além de bate-papos com João Bosco, Chico Buarque, Maria Bethânia, entre outros. Já o segundo DVD, Estampado - Um Instante Que Não Pára, traz o registro de um show realizado no Claro Hall, Rio de Janeiro, com um público de 9 mil pessoas. Apesar de ser seu segundo DVD, este foi o primeiro a trazer um show completo da cantora. Neste segundo DVD, estão presentes as canções "Vestido Estampado", "Sinais  de Fogo", "Outra Vez" e "Eu Gosto de Mulher", sucesso da banda Ultraje a Rigor, agora transformado em discurso gay.

### 2005–11:Ana & Jorge,Dois QuartoseN9ve

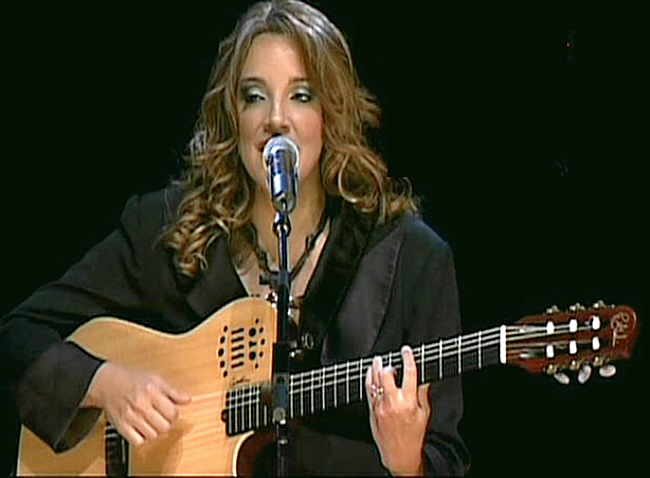
A artista se apresentando na passagem da Turnê 2 Quartos por Belo Horizonte, em 2009.

Em 2005, chegou ao mercado Perfil, coletânea de sucessos que logo alcançou o lugar mais alto no ranking dos mais procurados, com mais de 320 mil cópias vendidas. O álbum rendeu a Ana três certificados: Platina, Platina Duplo e Diamante, no mesmo ano de lançamento. No Brasil, foi o quarto CD mais vendido de 2007. Ana & Jorge, foi gravado em 15 de agosto de 2005, durante o projeto Tom Acústico, promovido pela casa de espetáculos paulistana Tom Brasil, que reúne artistas de diferentes gêneros musicais, mas com grandes afinidades. O espetáculo rendeu um CD e um DVD lançados pela Sony BMG no mesmo ano, obtendo ótima receptividade de público e crítica. O single "É Isso Aí (The Blower's Daughter)", uma tradução da versão em inglês de "The Blower's Daughter", do cantor Damien Rice, estourou nas rádios.
A partir de 2006, integrou o corpo de apresentadoras do programa Saia Justa, no canal GNT. A partir aí, lançou um novo álbum, o duplo Dois Quartos. Assim como os antigos discos de vinil, o álbum tem dois lados. Este álbum traz discos parecidos, mas com personalidades diferentes: O primeiro, Quarto, traz faixas de trabalho e o pop tradicional da cantora, conhecido pelas rádios e pelos fãs; O segundo, Quartinho, Ana ousa outras linguagens e novos formatos. Neles, a cantora se supera, em maturidade, criatividade e em ousadia, apresentando faixas como "Cantinho", numa letra cheia de desejos proibidos, e "Eu Comi a Madonna", que fala de mulheres provocantes. Outras músicas se destacaram, como "Rosas", de Antonio Villeroy, indicada ao Grammy Latino de Melhor Canção da Língua Portugesa, "Carvão" (incluída na trilha sonora da novela Paraíso Tropical, da Rede Globo), "Aqui", "Nada te Faltará", "Vai" (composta por Simone Saback), "Ruas de Outono" e "O Cristo de Madeira". O álbum rendeu a Ana Carolina o Prêmio Multishow de Música Brasileira 2007 na categoria Melhor Cantora.
O sétimo álbum e o quarto DVD de Ana Carolina, Multishow ao Vivo: Dois Quartos, foi gravado nos dias 24 e 25 de novembro de 2007 no Credicard Hall, em São Paulo. O álbum foi vencedor do Prêmio Multishow 2008 na categoria Melhor Show e foi indicado ao prêmio de melhor DVD de música no Prêmio Multishow em 2009. N9ve foi lançado no dia 7 de agosto de 2009. O álbum foi produzido em comemoração aos 10 anos de carreira da cantora e trouxe novos estilos de músicas como tango eletrônico, samba, salsa e bossa nova. O álbum também contou com as participações de Chiara Civello, Esperanza Spalding e John Legend, com quem dividiu o single "Entreolhares (The Way You’re Looking at Me)", , com música de Antonio Villeroy, letra em português de Antonio Villeroy e Ana Carolina e letra em inglês de John Legend,  que chegou às rádios de todo o Brasil, no dia 29 de julho.
Também em 2009, é lançado o CD e DVD Multishow Registro: Ana Car9lina + Um, gravado em um formato mais acústico e intimista em um clima de sarau, com participações especiais ainda em comemoração aos seus 10 anos de carreira, tendo como base canções do álbum N9ve, além de outras canções de sua carreira, bem como a inédita "Mais que a Mim", com a participação de Maria Gadú e que foi lançada como primeiro single de divulgação do álbum.

### 2011–17:Ensaio de Corese#AC
Em 2011, lança a música "Problemas", que entra para a trilha sonora da novela Fina Estampa da Rede Globo. Foi o primeiro single de "Ensaio de cores", cujo clipe foi lançado no dia 15 de novembro. O DVD foi gravado no início de setembro, no Citibank Hall, Rio de Janeiro. Após o final da turnê de Ensaio de Cores, Ana faz uma turnê intitulada "Sucessos", na qual canta suas músicas mais conhecidas pelo público. Parte da turnê tem uma fase internacional, passando por cidades como Nova Iorque, Miami, Los Angeles, São Francisco, entre outras. Em dezembro de 2012 lança "Un sueño bajo el agua". A cantora também faz uma participação na música "Irrepetível", do álbum "La musica no se toca" de Alejandro Sanz, participando também do clipe junto ao cantor espanhol.
No final de abril de 2013, a canção inédita "Luz Acesa" , parceria com Antonio Villeroy, foi incluída na trilha sonora da novela Flor do Caribe, televisionada pela Rede Globo. Paralelamente, foi lançado na internet o videoclipe da canção inédita "Leveza de Valsa". O videoclipe foi gravado nas ruas do Centro do Rio de Janeiro e foi a segunda experiência da cantora na direção de um videoclipe. Ambas estão inclusas em #AC. Em 15 de maio de 2013 "Combustível" foi lançada como primeiro single do novo trabalho. O novo álbum, #AC, foi lançado julho de 2013. A versão física do CD foi lançada na primeira semana de julho de 2013, e ainda conta com a faixa Libido, No final de agosto de 2013, Ana ganhou três prêmios na segunda edição do Prêmio Contigo! MPB FM de Música. A cantora levou os prêmios nas categorias "Melhor cantora", "Melhor música" (por Combustível, junto com Edu Krieger), e "Melhor álbum Pop" por #AC.
Em novembro de 2013, a gravadora da cantora confirmou que a turnê que promoverá #AC terá sua estreia prevista para Janeiro de 2014. A nova turnê, intitulada #AC: O Show estreou em São Paulo, no dia 31 de janeiro de 2014. A turnê terá outro show na mesma cidade, além de dois shows no Rio de Janeiro, além de shows internacionais em Portugal e Angola. Novas datas ainda serão confirmadas pela cantora e sua equipe. No final de Setembro de 2014, a cantora recebe uma indicação por seu disco #AC nos Grammys Latinos, na categoria Melhor Álbum de Pop Contemporâneo Brasileiro, após 7 anos sem receber nenhuma indicação (a última foi Rosas em 2007, por Melhor Canção Brasileira). O DVD da tour #AC - O Show foi gravado no dia 25 de outubro de 2014, no Citibank Hall, em São Paulo. No início de fevereiro de 2015, confirmou o lançamento do CD e DVD #AC ao Vivo em março do mesmo ano. O novo projeto foi lançado em três edições: disco duplo, disco único e DVD. Em fevereiro de 2015 solicita a retirada das cifras de suas músicas da internet.
Em 2015, lançou quatro videoclipes para a campanha da marca de analgésicos Dorflex: "Descomplicar", "Outras Paisagens", "Quer Saber" e "Ao Redor de Nós", com o intuito de aliviar dores de cabeça. Em 13 de fevereiro de 2016, a cantora confirma que voltará em turnê com o cantor Seu Jorge para comemorar os 10 anos do sucesso do projeto original. A turnê contará com shows em 13 cidades pelo país, entre abril e maio daquele ano. Além disso, uma nova música do duo, Mais uma Vez (Nós Dois) será lançada, no dia 15 de fevereiro. Em 2017 compõe "Inocente" para o álbum de Alice Caymmi. Em 10 de março de 2017 lança o EP Som (Ruído Branco) com quatro músicas inéditas, das quais "Qual É?" foi lançada como single, e duas outras também ganham videoclipe.

### 2018–presente:Fogueira em Alto Mar

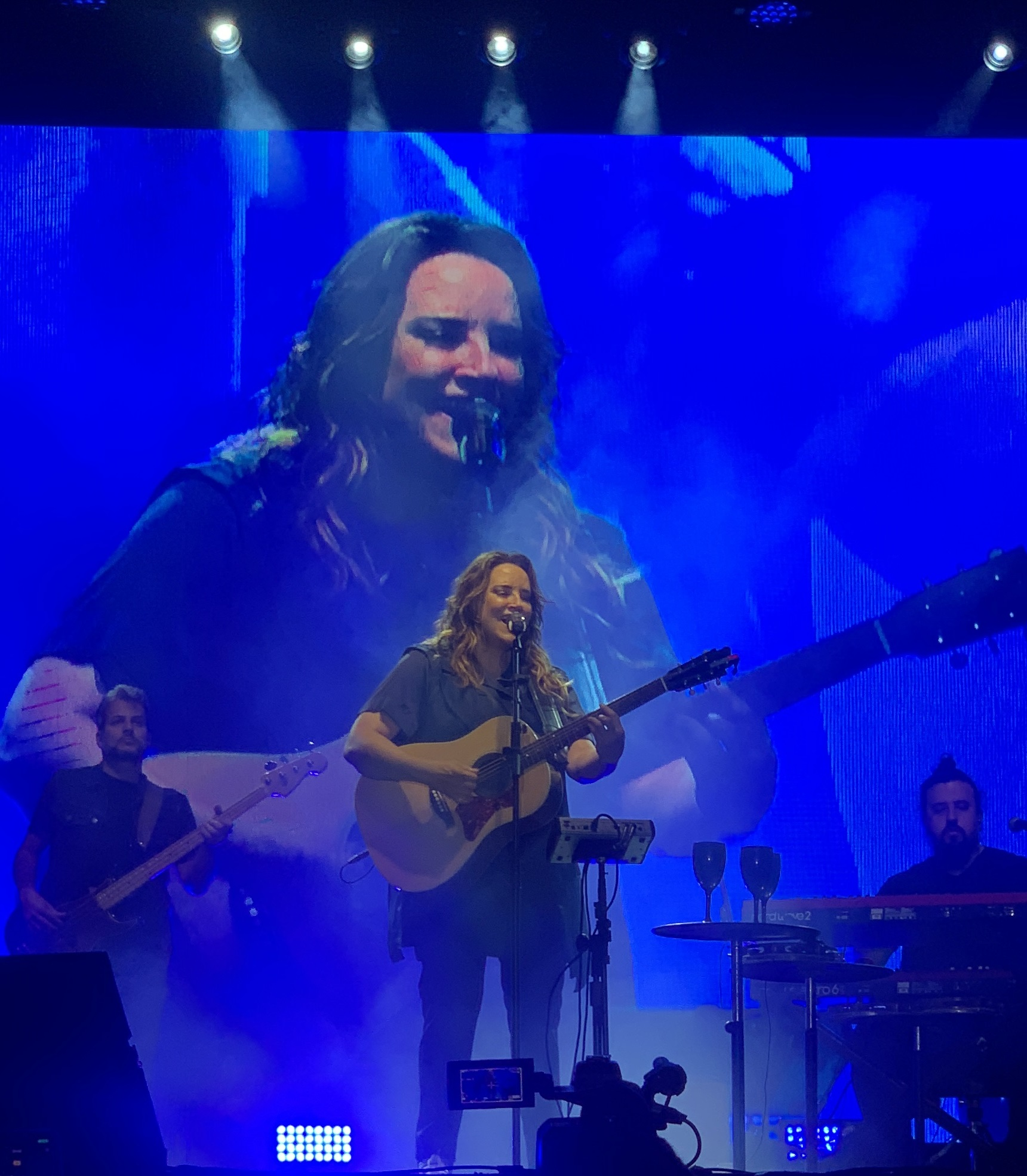
Ana Carolina se apresentando na Festa do Divino Espírito Santo, em Angra dos Reis (2024), durante a turnê que canta Cássia Eller.

Em 9 de março de 2018 a cantora apareceu no palco do famoso Festival de Sanremo e participou de um dueto com o italiano Mario Biondi, que contou ainda com a presença do brasileiro Daniel Jobim, na música Rivederti. Em abril começou a gravar seu novo álbum, lançado sob o nome de Fogueira em Alto Mar.
Em 2023, lançou uma turnê em homenagem a Cássia Eller.

## Vida pessoal
De acordo com Ana, com quinze anos de idade, ela revelou para sua mãe que era bissexual. Segundo a própria, a revelação foi feita para a família inesperadamente, sem programação: "Fiz isso de supetão. Estávamos falando de um assunto qualquer e eu soltei a confissão, como se não fosse nada. 'Mãe, eu gosto de homens e de mulheres. Dá para a senhora me passar aquele negócio ali, por favor?". A sexualidade da artista foi respeitada, ainda que mais tarde ela tenha enfrentado cobranças: "Tive de ser mais dura com minha mãe, para reafirmar minha condição. Mas aí ela aceitou de vez, e hoje nos damos bem". Contudo, ela apenas tornou o fato público para a mídia em 2005, durante uma entrevista para a revista Veja. Aos dezesseis anos, descobriu possuir diabetes. Em 1 de maio de 2001, às cinco da manhã, a artista saía do apartamento de Paulinho Moska, no Leblon, em direção ao seu na Barra, quando na Av. das Américas perdeu o controle do seu Mercedes-Benz Classe A, que colidiu contra um poste. Ainda lúcida, foi resgatada e levada para a UTI do Hospital Barra D'Or, onde constatou-se que Ana havia sofrido uma fratura na tíbia e um corte na cabeça.
Em 2014 começou a namorar a atriz Letícia Lima, com quem terminou em 2018. Entre 2018 a 2022, esteve em namoro com a cantora italiana Chiara Civello. No fim de 2023, seu namoro com a produtora Ramona Bakker tornou-se público.

## Características musicais
Conhecida pelo registro vocal grave ou contralto, porém, pode alcançar notas relativamente agudas, portanto, tendo uma grande extensão vocal. Isso a ajudou muito na carreira, possibilitando-a interpretar uma ampla variedade de músicas e estilos.

## Discografia

### Álbuns de estúdio
- Ana Carolina (1999)
- Ana Rita Joana Iracema e Carolina (2001)
- Estampado (2003)
- Dois Quartos (2006)
- N9ve (2009)
- #AC (2013)
- Fogueira em Alto Mar (2019)

## Turnês

### Oficiais
- Ana Carolina ao Vivo (1999–00)
- Turnê Ana Rita Joana Iracema Carolina (2001–03)
- Turnê Estampado (2003–05)
- Turnê Dois Quartos (2007–09)
- Turnê N9ve (2009–11)
- Turnê Ensaio de Cores (2012)
- #AC: O Show (2013–16)
- Turnê Ana & Jorge: Mais Uma Vez (com Seu Jorge) (2016)
- Turnê Grandes Sucessos (2016–19)
- Turnê Fogueira em Alto Mar (2019–2022)
- Ana Canta Cássia - Estranho seria se eu não me apaixonasse por você (2022-2024)

### Promocionais
- Ana & Jorge (com Seu Jorge) (2005)
- Show-Livro Ruído Branco (2017)

## Prêmios e indicações
| Ano  | Prêmio                                | Nomeação           | Categoria                                    | Resultado |
| ---- | ------------------------------------- | ------------------ | -------------------------------------------- | --------- |
| 2000 | Prêmio Multishow de Música Brasileira | Ana Carolina       | Cantora Revelação                            | Venceu    |
| 2000 | Prêmio Multishow de Música Brasileira | Ana Carolina       | Melhor Cantora                               | Venceu    |
| 2000 | Grammy Latino                         | Ana Carolina       | Melhor Álbum de Pop Contemporâneo Brasileiro | Indicação |
| 2001 | Troféu Imprensa                       | Ana Carolina       | Melhor Cantora                               | Venceu    |
| 2001 | Melhores do Ano                       | Ana Carolina       | Melhor Cantora                               | Venceu    |
| 2001 | Melhores do Ano                       | "Quem de Nós Dois" | Melhor Música                                | Venceu    |
| 2001 | Prêmio TIM de Música                  | Ana Carolina       | Melhor Cantora de Voto Popular               | Venceu    |
| 2002 | Prêmio Caras de Música                | Ana Carolina       | Melhor Cantora de Voto Popular               | Venceu    |
| 2003 | Troféu Imprensa                       | Ana Carolina       | Melhor Cantora                               | Venceu    |
| 2003 | Prêmio Caras de Música                | Ana Carolina       | Melhor Cantora                               | Venceu    |
| 2006 | Troféu Imprensa                       | "É Isso Aí"        | Melhor Música                                | Venceu    |
| 2006 | Prêmio Multishow de Música Brasileira | Ana Carolina       | Melhor Cantora                               | Venceu    |
| 2006 | Prêmio Multishow de Música Brasileira | Ana & Jorge        | Melhor CD                                    | Venceu    |
| 2007 | Melhores do Ano                       | "Carvão"           | Melhor Música de Novela                      | Venceu    |
| 2007 | Prêmio Multishow de Música Brasileira | Ana Carolina       | Melhor Cantora                               | Venceu    |
| 2007 | Grammy Latino                         | "Rosas"            | Melhor Canção Brasileira                     | Indicação |
| 2008 | Prêmio Multishow de Música Brasileira | Dois Quartos       | Melhor Show                                  | Venceu    |
| 2008 | Prêmio Multishow de Música Brasileira | Ana Carolina       | Melhor Cantora                               | Indicação |
| 2009 | Prêmio Multishow de Música Brasileira | Ana Carolina       | Melhor Cantora                               | Indicação |
| 2009 | Prêmio Multishow de Música Brasileira | Dois Quartos       | Melhor DVD de Música                         | Indicação |
| 2010 | Prêmio Multishow de Música Brasileira | Ana Carolina       | Melhor Cantora                               | Venceu    |
| 2012 | Prêmio Multishow de Música Brasileira | Ana Carolina       | Melhor Música                                | Venceu    |
| 2012 | Prêmio Multishow de Música Brasileira | Ana Carolina       | Melhor Cantora                               | Indicação |
| 2013 | Prêmio Contigo! MPB FM de Música      | Ana Carolina       | Melhor Cantora                               | Venceu    |
| 2013 | Prêmio Contigo! MPB FM de Música      | Combustível        | Melhor Música                                | Venceu    |
| 2013 | Prêmio Contigo! MPB FM de Música      | Ana Carolina       | Melhor Cantora                               | Venceu    |
| 2013 | Prêmio Contigo! MPB FM de Música      | #AC                | Melhor Álbum Pop                             | Indicação |